# Coppa panamericana femminile di pallavolo 2019
La Coppa panamericana femminile di pallavolo 2019 si è svolta dal 6 al 14 luglio 2019 a Trujillo e Chiclayo, in Perù: al torneo hanno partecipato undici squadre nazionali tra nordamericane e sudamericane e la vittoria finale è andata per la settima volta, la terza consecutiva, agli Stati Uniti.

## Impianti
|                                                                          |                                                                            |  |
|                                                                          |                                                                            |  |
| Coliseo Gran Chimú Città: Trujillo Capienza: 7 000 Anno d'apertura: 1971 | Coliseo Cerrado de Chiclayo Città: Chiclayo Capienza: - Anno d'apertura: - |  |

## Regolamento

### Formula
Le dodici squadre hanno disputato una prima fase a gironi con formula del girone all'italiana; al termine della prima fase:
- Le prime tre classificate di ogni girone hanno acceduto alla fase finale per il primo posto, strutturata in quarti di finale, a cui hanno partecipato solo le secondo e le terze classificate, semifinali, finale per il quinto posto, finale per il terzo posto e finale.
- Le quarte e le quinte classificate di ogni girone hanno acceduto alla finale per il settimo posto, strutturata in semifinali, finale per il nono posto e finale per il settimo posto.

### Criteri di classifica
Se il risultato finale è stato di 3-0 sono stati assegnati 5 punti alla squadra vincente e 0 a quella sconfitta, se il risultato finale è stato di 3-1 sono stati assegnati 4 punti alla squadra vincente e 1 a quella sconfitta, se il risultato finale è stato di 3-2 sono stati assegnati 3 punti alla squadra vincente e 2 a quella sconfitta.
L'ordine del posizionamento in classifica è stato definito in base a:
- Numero di partite vinte;
- Punti;
- Ratio dei punti realizzati/subiti;
- Ratio dei set vinti/persi;
- Risultati degli scontri diretti;
- Classifica avulsa.

## Squadre partecipanti
| Squadra           | Qualificazione      | Ultima partecipazione      |
| ----------------- | ------------------- | -------------------------- |
| Argentina         | Ranking CSV         | Repubblica Dominicana 2018 |
| Canada            | Ranking NORCECA     | Repubblica Dominicana 2018 |
| Colombia          | Ranking CSV         | Repubblica Dominicana 2018 |
| Cuba              | Ranking NORCECA     | Repubblica Dominicana 2018 |
| Guatemala         | Ranking NORCECA     | Stati Uniti 2009           |
| Messico           | Ranking NORCECA     | Repubblica Dominicana 2018 |
| Perù              | Paese organizzatore | Repubblica Dominicana 2018 |
| Porto Rico        | Ranking NORCECA     | Repubblica Dominicana 2018 |
| Rep. Dominicana   | Ranking NORCECA     | Repubblica Dominicana 2018 |
| Stati Uniti       | Ranking NORCECA     | Repubblica Dominicana 2018 |
| Trinidad e Tobago | Ranking NORCECA     | Repubblica Dominicana 2018 |

## Torneo

### Fase a gironi
| Girone A        | Girone B          |
| --------------- | ----------------- |
| Argentina       | Colombia          |
| Canada          | Messico           |
| Cuba            | Porto Rico        |
| Guatemala       | Stati Uniti       |
| Perù            | Trinidad e Tobago |
| Rep. Dominicana |                   |

#### Girone A

##### Risultati
| 6 luglio 2019 Coliseo Gran Chimú, Trujillo Durata: 2h:40 - Spettatori: 800    | Argentina       | 3 - 2 | Canada          | 25-27, 25-23, 25-21, 23-25, 19-17 |
| 6 luglio 2019 Coliseo Gran Chimú, Trujillo Durata: 2h:18 - Spettatori: 800    | Rep. Dominicana | 3 - 2 | Cuba            | 23-25, 19-25, 29-27, 25-18, 15-12 |
| 6 luglio 2019 Coliseo Gran Chimú, Trujillo Durata: 1h:00 - Spettatori: 1 600  | Perù            | 3 - 0 | Guatemala       | 25-9, 25-8, 25-9                  |
| 7 luglio 2019 Coliseo Gran Chimú, Trujillo Durata: 1h:00 - Spettatori: 150    | Guatemala       | 0 - 3 | Rep. Dominicana | 6-25, 8-25, 10-25                 |
| 7 luglio 2019 Coliseo Gran Chimú, Trujillo Durata: 1h:24 - Spettatori: 850    | Cuba            | 0 - 3 | Canada          | 19-25, 21-25, 22-25               |
| 7 luglio 2019 Coliseo Gran Chimú, Trujillo Durata: 1h:48 - Spettatori: 1 500  | Perù            | 1 - 3 | Argentina       | 25-18, 21-25, 15-25, 19-25        |
| 8 luglio 2019 Coliseo Gran Chimú, Trujillo Durata: 1h:08 - Spettatori: 150    | Cuba            | 3 - 0 | Guatemala       | 25-14, 25-13, 25-12               |
| 8 luglio 2019 Coliseo Gran Chimú, Trujillo Durata: 2h:13 - Spettatori: 1 500  | Argentina       | 2 - 3 | Rep. Dominicana | 25-17, 17-25, 25-21, 21-25, 14-16 |
| 8 luglio 2019 Coliseo Gran Chimú, Trujillo Durata: 1h:22 - Spettatori: 1 650  | Perù            | 0 - 3 | Canada          | 22-25, 14-25, 22-25               |
| 9 luglio 2019 Coliseo Gran Chimú, Trujillo Durata: 0h:58 - Spettatori: 150    | Guatemala       | 0 - 3 | Argentina       | 12-25, 14-25, 7-25                |
| 9 luglio 2019 Coliseo Gran Chimú, Trujillo Durata: 2h:25 - Spettatori: ?      | Rep. Dominicana | 3 - 2 | Canada          | 25-18, 25-27, 21-25, 25-14, 15-13 |
| 9 luglio 2019 Coliseo Gran Chimú, Trujillo Durata: 2h:22 - Spettatori: 1 500  | Perù            | 3 - 0 | Cuba            | 25-20, 28-26, 25-10               |
| 10 luglio 2019 Coliseo Gran Chimú, Trujillo Durata: 0h:55 - Spettatori: 150   | Canada          | 3 - 0 | Guatemala       | 25-6, 25-5, 25-8                  |
| 10 luglio 2019 Coliseo Gran Chimú, Trujillo Durata: 1h:58 - Spettatori: 250   | Cuba            | 2 - 3 | Argentina       | 23-25, 25-20, 18-25, 28-26, 10-15 |
| 10 luglio 2019 Coliseo Gran Chimú, Trujillo Durata: 1h:21 - Spettatori: 1 300 | Perù            | 0 - 3 | Rep. Dominicana | 22-25, 22-25, 18-25               |

##### Classifica
| Pos | Squadra         | Pt | G | V | P | SV | SP | Ratio | PF  | PS  | Ratio |
| --- | --------------- | -- | - | - | - | -- | -- | ----- | --- | --- | ----- |
| 1.  | Rep. Dominicana | 19 | 5 | 5 | 0 | 15 | 6  | 2,500 | 476 | 392 | 1,214 |
| 2.  | Argentina       | 17 | 5 | 4 | 1 | 14 | 8  | 1,750 | 498 | 434 | 1,147 |
| 3.  | Canada          | 19 | 5 | 3 | 2 | 13 | 6  | 2,166 | 435 | 367 | 1,185 |
| 4.  | Perù            | 11 | 5 | 2 | 3 | 7  | 9  | 0,777 | 353 | 325 | 1,086 |
| 5.  | Cuba            | 9  | 5 | 1 | 4 | 7  | 12 | 0,583 | 404 | 414 | 0,975 |
| 6.  | Guatemala       | 0  | 5 | 0 | 5 | 0  | 15 | 0,000 | 141 | 375 | 0,376 |

#### Girone B

##### Risultati
| 6 luglio 2019 Coliseo Cerrado de Chiclayo, Chiclayo Durata: 1h:13 - Spettatori: ?    | Messico           | 3 - 0 | Trinidad e Tobago | 25-15, 25-12, 25-7         |
| 6 luglio 2019 Coliseo Cerrado de Chiclayo, Chiclayo Durata: 1h:37 - Spettatori: ?    | Colombia          | 0 - 3 | Stati Uniti       | 18-25, 18-25, 21-25        |
| 7 luglio 2019 Coliseo Cerrado de Chiclayo, Chiclayo Durata: 1h:01 - Spettatori: 350  | Trinidad e Tobago | 0 - 3 | Stati Uniti       | 14-25, 15-25, 13-25        |
| 7 luglio 2019 Coliseo Cerrado de Chiclayo, Chiclayo Durata: 2h:12 - Spettatori: 400  | Porto Rico        | 3 - 1 | Colombia          | 25-21, 26-24, 23-25, 25-20 |
| 8 luglio 2019 Coliseo Cerrado de Chiclayo, Chiclayo Durata: 1h:09 - Spettatori: ?    | Trinidad e Tobago | 0 - 3 | Porto Rico        | 9-25, 13-25, 13-25         |
| 8 luglio 2019 Coliseo Cerrado de Chiclayo, Chiclayo Durata: 1h:18 - Spettatori: 375  | Stati Uniti       | 3 - 0 | Messico           | 25-11, 25-18, 25-19        |
| 9 luglio 2019 Coliseo Cerrado de Chiclayo, Chiclayo Durata: 1h:02 - Spettatori: 155  | Trinidad e Tobago | 0 - 3 | Colombia          | 8-25, 8-25, 8-25           |
| 9 luglio 2019 Coliseo Cerrado de Chiclayo, Chiclayo Durata: 1h:25 - Spettatori: 225  | Messico           | 0 - 3 | Porto Rico        | 16-25, 21-25, 9-25         |
| 10 luglio 2019 Coliseo Cerrado de Chiclayo, Chiclayo Durata: 1h:12 - Spettatori: 250 | Colombia          | 3 - 0 | Messico           | 25-8, 25-11, 25-14         |
| 10 luglio 2019 Coliseo Cerrado de Chiclayo, Chiclayo Durata: 2h:08 - Spettatori: 475 | Stati Uniti       | 3 - 1 | Porto Rico        | 25-18, 25-20, 25-27, 25-19 |

##### Classifica
| Pos | Squadra           | Pt | G | V | P | SV | SP | Ratio  | PF  | PS  | Ratio |
| --- | ----------------- | -- | - | - | - | -- | -- | ------ | --- | --- | ----- |
| 1.  | Stati Uniti       | 19 | 4 | 4 | 0 | 12 | 1  | 12,000 | 325 | 231 | 1,406 |
| 2.  | Porto Rico        | 15 | 4 | 3 | 1 | 10 | 4  | 2,500  | 333 | 271 | 1,228 |
| 3.  | Colombia          | 11 | 4 | 2 | 2 | 7  | 6  | 1,166  | 297 | 231 | 1,285 |
| 4.  | Messico           | 5  | 4 | 1 | 3 | 3  | 9  | 0,333  | 202 | 259 | 0,779 |
| 5.  | Trinidad e Tobago | 0  | 4 | 0 | 4 | 0  | 12 | 0,000  | 135 | 300 | 0,450 |

### Finali 1º e 3º posto
|  | Quarti | Quarti     | Quarti |  |  | Semifinali | Semifinali      | Semifinali |  |                 | Finale          | Finale          | Finale |
|  |        |            |        |  |  |            |                 |            |  |                 |                 |                 |        |
|  |        |            |        |  |  | 1B         | Stati Uniti     | 3          |  |                 |                 |                 |        |
|  |        |            |        |  |  | 1B         | Stati Uniti     | 3          |  |                 |                 |                 |        |
|  |        |            |        |  |  | 3B         | Colombia        | 0          |  |                 |                 |                 |        |
|  | 2A     | Argentina  | 0      |  |  | 3B         | Colombia        | 0          |  |                 |                 |                 |        |
|  | 2A     | Argentina  | 0      |  |  |            |                 |            |  |                 |                 |                 |        |
|  | 3B     | Colombia   | 3      |  |  |            |                 |            |  |                 |                 |                 |        |
|  | 3B     | Colombia   | 3      |  |  |            |                 |            |  | 1B              | Stati Uniti     | 3               |        |
|  |        |            |        |  |  |            |                 |            |  | 1B              | Stati Uniti     | 3               |        |
|  |        |            |        |  |  |            |                 |            |  |                 | 1A              | Rep. Dominicana | 0      |
|  |        |            |        |  |  |            |                 |            |  |                 | 1A              | Rep. Dominicana | 0      |
|  |        |            |        |  |  |            |                 |            |  |                 |                 |                 |        |
|  |        |            |        |  |  |            |                 |            |  |                 |                 |                 |        |
|  |        |            |        |  |  | 1A         | Rep. Dominicana | 3          |  | Finale 3° posto | Finale 3° posto | Finale 3° posto |        |
|  |        |            |        |  |  | 1A         | Rep. Dominicana | 3          |  |                 |                 |                 |        |
|  |        |            |        |  |  | 2B         | Porto Rico      | 1          |  |                 | 3B              | Colombia        | 3      |
|  | 2B     | Porto Rico | 3      |  |  |            | Porto Rico      | 1          |  |                 | 3B              | Colombia        | 3      |
|  | 2B     | Porto Rico | 3      |  |  |            |                 |            |  | 2B              | Porto Rico      | 0               |        |
|  | 3A     | Canada     | 1      |  |  |            |                 |            |  |                 | Porto Rico      | 0               |        |
|  | 3A     | Canada     | 1      |  |  |            |                 |            |  |                 |                 |                 |        |

#### Quarti di finale
| 12 luglio 2019 Coliseo Gran Chimú, Trujillo Durata: 2h:06 - Spettatori: 250 | Porto Rico | 3 - 1 | Canada   | 30-28, 13-25, 27-25, 26-24 |
| 12 luglio 2019 Coliseo Gran Chimú, Trujillo Durata: 1h:19 - Spettatori: 300 | Argentina  | 0 - 3 | Colombia | 16-25, 16-25, 19-25        |

#### Finale 5º posto
| 13 luglio 2019 Coliseo Gran Chimú, Trujillo Durata: 1h:53 - Spettatori: 250 | Canada | 1 - 3 | Argentina | 20-25, 23-25, 26-24, 20-25 |

#### Semifinali
| 13 luglio 2019 Coliseo Gran Chimú, Trujillo Durata: 1h:05 - Spettatori: 400 | Stati Uniti     | 3 - 0 | Colombia   | 25-17, 25-14, 25-15        |
| 13 luglio 2019 Coliseo Gran Chimú, Trujillo Durata: 2h:00 - Spettatori: 450 | Rep. Dominicana | 3 - 1 | Porto Rico | 25-16, 25-20, 27-29, 25-20 |

#### Finale 3º posto
| 14 luglio 2019 Coliseo Gran Chimú, Trujillo Durata: 1h:26 - Spettatori: 300 | Colombia | 3 - 0 | Porto Rico | 25-21, 25-19, 25-21 |

#### Finale
| 14 luglio 2019 Coliseo Gran Chimú, Trujillo Durata: 1h:18 - Spettatori: 3 000 | Stati Uniti | 3 - 0 | Rep. Dominicana | 25-16, 25-21, 29-27 |

### Finali 9º e 11º posto
|  | Semifinali        | Semifinali        | Semifinali |      |      | Finale 7º posto   | Finale 7º posto   | Finale 7º posto |  |
|  |                   |                   |            |      |      |                   |                   |                 |  |
|  | Messico           | Messico           | 0          |      |      |                   |                   |                 |  |
|  | Messico           | Messico           | 0          |      |      |                   |                   |                 |  |
|  | Cuba              | Cuba              | 3          |      |      |                   |                   |                 |  |
|  | Cuba              | Cuba              | 3          |      | Cuba | Cuba              | 0                 |                 |  |
|  |                   |                   |            |      | Cuba | Cuba              | 0                 |                 |  |
|  |                   |                   | Perù       | Perù | 3    |                   |                   |                 |  |
|  | Perù              | Perù              | Perù       | Perù | 3    | 3                 |                   |                 |  |
|  | Perù              | Perù              |            |      |      | 3                 |                   |                 |  |
|  | Trinidad e Tobago | Trinidad e Tobago | 0          |      |      | Finale 9º posto   | Finale 9º posto   | Finale 9º posto |  |
|  | Trinidad e Tobago | Trinidad e Tobago | 0          |      |      |                   |                   |                 |  |
|  |                   |                   |            |      |      |                   |                   |                 |  |
|  |                   |                   |            |      |      | Messico           | Messico           | 3               |  |
|  |                   |                   |            |      |      | Messico           | Messico           | 3               |  |
|  |                   |                   |            |      |      | Trinidad e Tobago | Trinidad e Tobago | 0               |  |

#### Semifinali
| 12 luglio 2019 Coliseo Cerrado de Chiclayo, Chiclayo Durata: 1h:11 - Spettatori: 1 300 | Messico | 0 - 3 | Cuba              | 15-25, 23-25, 16-25 |
| 12 luglio 2019 Coliseo Cerrado de Chiclayo, Chiclayo Durata: 1h:08 - Spettatori: 2 000 | Perù    | 3 - 0 | Trinidad e Tobago | 25-15, 25-10, 25-14 |

#### Finale 9º posto
| 13 luglio 2019 Coliseo Cerrado de Chiclayo, Chiclayo Durata: 1h:07 - Spettatori: 2 000 | Messico | 3 - 0 | Trinidad e Tobago | 25-17, 25-13, 25-8 |

#### Finale 7º posto
| 13 luglio 2019 Coliseo Cerrado de Chiclayo, Chiclayo Durata: 1h:24 - Spettatori: 2 350 | Cuba | 0 - 3 | Perù | 20-25, 14-25, 19-25 |

## Classifica finale
| Pos     | Squadra           | Rosa |
| ------- | ----------------- | --- |
| Oro     | Stati Uniti       | Formazione: 1 Hancock, 2 Plummer, 4 Wong-Orantes, 5 Adams, 9 Kingdon, 10 Curry, 11 Lilley, 15 Jones, 16 Cuttino, 19 Tapp, 20 Butler, 22 Rolfzen, 24 Rosenthal, 25 Lowe, CT: Browning       |
| Argento | Rep. Dominicana   | Formazione: 1 Vargas, 3 Eve, 6 Domínguez, 7 Marte, 8 Arias, 11 Rodríguez, 14 Rivera, 16 Peña, 17 Mambrú, 18 de la Cruz, 20 B. Martínez, 23 González, 24 Peralta, 25 L. Martínez, CT: Kwiek |
| Bronzo  | Colombia          | Formazione: 1 Mosquera, 3 Segovia, 5 Olaya, 6 Carabalí, 9 Toro, 12 Montaño, 13 Gómez, 14 Velásquez, 15 Marín, 16 Rangel, 18 Martínez, 19 Coneo, 20 Pasos, 22 Escobar, CT: Rizola           |
| 4       | Porto Rico        | Formazione: 7 Enright, 8 Rojas, 9 Cruz, 12 Ortiz, 14 Valentín, 15 Rivera, 16 Collazo, 17 Prieto, 19 Jusino, 21 P. Victoriá, 23 Vélez, 25 S. Victoriá, CT: Mieles                           |
| 5       | Argentina         | Formazione: 1 Rodríguez, 3 Nizetich, 4 Bulaich, 5 Fresco, 6 Mercado, 8 Michel, 9 Vera, 11 Lazcano, 12 Rizzo, 15 Fortuna, 16 Hiruela, 17 Herrera, 18 González, 20 Galiano, CT: Ferraro      |
| 6       | Canada            | Formazione: 1 Niles, 3 Van Ryk, 4 Richey, 5 Smith, 8 Ogoms, 9 Gray, 11 Mitrovic, 12 Cross, 13 O'Reilly, 16 Joseph, 17 Moncks, 19 Bélanger, 20 Perrin, 23 Maglio, CT: Black                 |
| 7       | Perù              | Formazione: 1 Aquino, 3 Uribe, 4 Guerrero, 5 Palacios, 6 Muñoz, 8 Frías, 10 La Rosa, 11 Yllescas, 12 Á. Leyva, 15 Ortiz, 16 L. Leyva, 20 de la Peña, 21 Sánchez, 23 Mc Leod, CT: Hervás    |
| 8       | Cuba              | Formazione: 1 Hernández, 3 Kindelán, 4 Tamayo, 7 Leliebre, 8 Pérez, 11 Moreno, 14 Aguilera, 15 Poll, 18 Arcia, 19 Suárez, 20 Finé, 22 Martínez, CT: García                                 |
| 9       | Messico           | Formazione: 3 Sanay, 4 F. Rodríguez, 6 J. Rodríguez, 7 Gutiérrez, 11 Bañuelos, 13 García, 15 Valle, 16 Corrales, 17 Flores, 18 Amaro, 19 Segura, 22 Aguilera, CT: Torres                   |
| 10      | Trinidad e Tobago | Formazione: 7 Fletcher, 8 Ramdin, 9 Dickson, 11 Olton, 14 Cruickshank, 15 Thackoorcharan, 17 Floyd, 18 Jordan, 20 De Four, 21 Alexander, 24 Leon, 25 Noel, CT: Cruz                        |
| 11      | Guatemala         | Formazione: 1 Rivas, 3 Álvarez, 4 Gómez, 5 Galán, 6 García, 8 Alvarado, 9 Salcedo, 10 Mendoza, 11 Villalobos, 12 Caal, 15 Barillas, 16 Monney, CT: Aldana                                  |

## Premi individuali
| Premio                 | Nome                 | Squadra         |
| ---------------------- | -------------------- | --------------- |
| MVP                    | Micha Hancock        | Stati Uniti     |
| Miglior realizzatrice  | Paulina Prieto       | Porto Rico      |
| Miglior servizio       | Wilmarie Rivera      | Porto Rico      |
| Miglior difesa         | Camila Gómez         | Colombia        |
| Miglior ricevitrice    | Justine Wong-Orantes | Stati Uniti     |
| Miglior palleggiatrice | Micha Hancock        | Stati Uniti     |
| Miglior opposto        | Paulina Prieto       | Porto Rico      |
| Miglior schiacciatrice | Kadie Rolfzen        | Stati Uniti     |
| Miglior schiacciatrice | Brayelin Martínez    | Rep. Dominicana |
| Miglior centrale       | Hannah Tapp          | Stati Uniti     |
| Miglior centrale       | Valerín Carabalí     | Colombia        |
| Miglior libero         | Justine Wong-Orantes | Stati Uniti     |